# Гаркавенко Віктор Олександрович
Ві́ктор Олекса́ндрович Гарка́венко (1985—2014) — старшина Збройних сил України, заступник командира групи Кіровоградського 3-го окремого полку спеціального призначення, учасник російсько-української війни.

## Біографія
Народився 1985 року в селі Глиняне Добровеличківського району Кіровоградської області. Освіту здобув у Глинянській школі — 9 класів; повну середню освіту — в школі міста Новоукраїнка. Вступив до кіровоградського технікуму — звідки призваний на строкову службу. Після строкової служби в армії та навчання вирішив залишитися військовиком та вступив до лав Української армії — за власним бажанням. Здійснив 35 стрибків з парашутом — із різних видів військової авіації.
Навесні був у Донецькому аеропорту — коли там лише починалися бойові дії. 15 липня 2014 року в бою під час вчиненого терористами обстрілу опорного пункту сил АТО поблизу Маринівки зазнав важких поранень. Перевезений до шпиталю в Куйбишево, помер у шпиталі Гуково.
Вдома лишились мати, дружина Катерина, маленький син Олександр, сестра Алла Лужняк.
Похорон відбувся 28 липня 2014 року в Кропивницькому, похований на Алеї слави Рівнянського кладовища.

## Нагороди та вшанування
- орден «За мужність» III ступеня (14.08.2014, посмертно)
- нагороджений відзнакою «За заслуги» 2-го ступеня (посмертно, рішення виконкому Кіровоградської ради від 26.8.2014)
- у Глинянах встановлено меморіальну дошку Вікторові Гаркавенку.